# Първият куриер
„Първият куриер“ (на руски: Первый курьер) е българско-съветски игрален филм (драма, исторически) от 1968 година на режисьора Владимир Янчев, по сценарий на Константин Исаев. Оператор е Анатоли Кузнецов. Музиката във филма е композирана от Петър Ступел.

## Сюжет
Внимание:  Текстът по-долу разкрива сюжета на произведението (или части от него)!
В самото начало на ХХ в. в Мюнхен започва да излиза нелегалният вестник на руските социалдемократи „Искра“. Да се издава вестник обаче не е достатъчно - той трябва да бъде доставян редовно в Русия, където е читателската му аудитория. Това не е лесна задача. 
В българското пристанище Варна с влак от Мюнхен пристига нелегалната куриерка Конкордия. Тя носи два обемисти куфара. И когато след няколко часа от Варна отплава парахода за Одеса, на борда се намира един представителен младеж, който носи същите куфари. Това е българинът Иван Загубански, един от първите куриери на "Искра". На негова памет е посветен този филм, в чието създаване са участвали съветски и български кинематографисти.
Истинският Иван Загубански транспортира нелегално десет транспорта „Искра“. Десет пъти той успешно достави товара до местоназначението му; Полицейските детективи го преследвали десет пъти, но всеки път Загубански успявал да се отърве от тях. Единадесетото пътуване се оказва последен - Загубански е предаден от провокатор. Това са реалните факти, с които са разполагали авторите на филма.
Сценаристът К. Исаев не последва пътя на създаването само на екшън приключенски филм. Той очевидно не искаше да създаде обикновена детективска история - с традиционни преследвания и изстрели, с преобладаване на външното действие над героите. Той планира да покаже идеологическия, морален сблъсък на хора, които подготвят революция с пазителите на царската система.

## Актьорски състав
- Стефан Данаилов — Иван Загубански
- Венелин Пехливанов – Георги Бакалов
- Евгений Леонов – Критски
- Валентин Гафт – Николай фон Гесберг
- Жана Болотова – Конкордия
- Веселин Савов
- Владимир Рецептер – Арсений Докумига
- Христо Динев
- Елена Стефанова
- Валентин Русецки